# Двенадцатая поправка к Конституции Ирландии
Двенадцатая поправка к Конституции Ирландии — отклонённая в ходе референдума 25 ноября 1992 года поправка к Конституции Ирландии, согласно которой предлагалось не признавать суицид как достаточную для совершения аборта угрозу. В тот же день была принята тринадцатая поправка к Конституции Ирландии, согласно которой запрет на совершение абортов, принятый восьмой поправкой к Конституции Ирландии, не может ограничивать перемещение за границы государства, и четырнадцатая поправка, согласно которой законное распространение информации об услугах, легально совершаемых в других странах, не может быть пресечено.
Текст нового подпункта в статью 40.3.3:

Следует признать незаконной прерывание жизни нерождённого, если такое прерывание не является необходимым для спасения жизни или здоровья матери, где болезнью или недомоганием матери, представляющим собой реальную и существенную угрозу для её жизни, не является риск самоуничтожения.
Оригинальный текст (англ.)It shall be unlawful to terminate the life of an unborn unless such termination is necessary to save the life, of the mother where there is an illness or disorder of the mother giving rise to a real and substantial risk to her life, not being a risk of self-destruction.

## Результаты
| Двенадцатая поправка в Конституцию Ирландии | Двенадцатая поправка в Конституцию Ирландии | Двенадцатая поправка в Конституцию Ирландии |
| За или против                               | Голосов                                     | Процент                                     |
| ------------------------------------------- | ------------------------------------------- | ------------------------------------------- |
| За                                          | 572 177                                     | 34.65%                                      |
| Против                                      | 1 079 297                                   | 65.35%                                      |
| Действительные голоса                       | 1 651 474                                   | 95.28%                                      |
| Чистые или бракованные бланки               | 81 835                                      | 4.72%                                       |
| Всего голосов                               | 1 733 309                                   | 100.00%                                     |
| Явка                                        | 68.16%                                      | 68.16%                                      |
| Число избирателей                           | 2 542 841                                   | 2 542 841                                   |

## Предыстория
В 1992 году произошло знаменитое судебное дело, в рамках которого генеральный прокурор Ирландии запретил изнасилованной четырнадцатилетней девочке отправиться в Великобританию для совершения аборта. Запрет вызвал возмущение; премьер-министр Альберт Рейнольдс отправил запрос в Верховный суд, который постановил, что жизнь девочки находится в опасности, так как она обещала покончить с собой в случае отказа.